# Val-d’Ornain
Val-d’Ornain – miejscowość i gmina we Francji, w regionie Grand Est, w departamencie Moza.
Według danych na rok 1990 gminę zamieszkiwały 933 osoby, a gęstość zaludnienia wynosiła 39 osób/km² (wśród 2335 gmin Lotaryngii Val-d’Ornain plasuje się na 385. miejscu pod względem liczby ludności, natomiast pod względem powierzchni na miejscu 115.).